# Lenothrix canus
Lenothrix canus је врста глодара из породице мишева (Muridae).

## Распрострањење
Врста насељава Индонезију и Малезију.

## Станиште
Станиште врсте су шуме. Врста је присутна на подручју острва Борнео у Индонезији.

## Угроженост
Ова врста није угрожена, и наведена је као последња брига јер има широко распрострањење.